# Raving Tonight
Raving Tonight – szósty album studyjny Don Carlosa, jamajskiego wykonawcy muzyki roots reggae.
Płyta została wydana w roku 1983 przez waszyngtońską wytwórnię RAS Records. Nagrania zarejestrowane zostały w studiach Tuff Gong, Channel One oraz Aquarius w Kingston. Ich produkcją zajęli się Robert "Flacko" Palmer i Delroy Wright. Album był kilkukrotnie wznawiany przez RAS w postaci płyty CD.

## Lista utworów

### Strona A
1. "Music Crave"
2. "Spread Out"
3. "Young Girl"
4. "Prophecy"
5. "Prophecy Version"

### Strona B
1. "Harvest Time"
2. "Jah Jah Hear My Plea"
3. "Jah Jah Version"
4. "Black History"
5. "White Squal"

## Muzycy
- Radcliffe "Dougie" Bryan - gitara
- Bertram "Ranchie" McLean - gitara, gitara rytmiczna
- Winston "Bo-Peep" Bowen - gitara, gitara rytmiczna
- Robbie Shakespeare - gitara basowa
- Lloyd Parks - gitara basowa
- Sly Dunbar - perkusja
- Everton Carrington - perkusja
- Leroy "Horsemouth" Wallace - perkusja
- Christopher "Sky Juice" Blake - perkusja
- Franklyn "Bubbler" Waul - fortepian
- Robert Lynn - fortepian
- Ansel Collins - fortepian
- Winston Wright - fortepian, organy
- Earl "Wire" Lindo - organy
- David Madden - trąbka
- Felix "Deadly Headley" Bennett - saksofon
- Alric "Goldielocks" Lansfield - chórki